# Taycheedah, Wisconsin
Taycheedah là một thị trấn thuộc quận Fond du Lac, tiểu bang Wisconsin, Hoa Kỳ. Năm 2010, dân số của thị trấn này là 4.116 người.